# Clasa 92 (BR)
Locomotiva British Rail Clasa 92 (cunoscută ca CC 92000 sub clasificarea franceză) este o locomotivă electrică bicurentă care poate funcționa cu 25 kV CA alimentată prin LEA sau prin 750V CC prin șina a treia. Destinată traficului mixt prin Canalul Mânecii între Regatul Unit și Franța, în special a trenurilor de marfă respectiv a trenurilor de noapte Nightstar, care nu au mai fost introduse, a fost produsă între 1992-1996. Încă din 1993 când au fost pentru prima oară introduse pe rețeaua feroviară britanică, flota de 46 de locomotive a fost alocată exclusiv traficului de marfă, cu excepția locomotivelor deținute de SERCO, care, începând cu 2015, au fost plasate pe ruta Londra-Scoția pentru trenurile de noapte Caledonian Sleeper, astfel încât aceste locomotive au fost folosite pentru prima oară la cârma unui tren de călători. Totodată, un număr de locomotive au fost vândute în România și în Bulgaria, la operatorul privat DB Schenker Rail. Restul de locomotive sunt deținute de către GB RailFreight/Europorte 2, respectiv de către DB Schenker Rail UK (fostă EWS).

## Design
Flota de 46 de locomotive au fost construite de către un consorțiu între Brush Traction (Loughborough), ABB și Procor (Wakefield). Construcția de piese a fost subcontractată, iar asamblarea finală avea loc la atelierele Brush Traction, unde au fost fabricate între 1993 și 1996. (Prima locomotiva a fost fabricată în 1992 dar a fost pusă în circulație în aprilie 1993).
Cutia locomotivei, similară cu cea a locomotivei Class 60, dar cu o parte frontală modificată, au fost produse de către Procor Horbury/Wakefield, fiind livrate deja vopsite în schema de vopsire standard de gri. Propulsia este asigurată de două convertoare de tracțiune cu dispozitive gate turnoff thyristor, controlate prin ABB MICAS-S2. Locomotiva are o putere maximă de 5000 kW în modul CA și 4000 kW în modul CC.
Locomotiva este dotată cu frâne rerostatice respectiv cu frâne recuperative, pe lângă frânele normale Westinghouse. Totodată, locomotiva este echipată cu echipamente electrice speciale pentru a circula în dublă tracțiune, sau în configurație push-pull, cu un DVT sau cu un DBSO.
Pentru a reduce posibilitatea defectării în Tunelul Canalului Mânecii, o mare parte din electrice sunt dublate.

## Istoric
Înainte de a intra în circulație, locomotivele 92001 și 92002 au fost testate pe inelul feroviar de la Velim, Cehia. 92002 ulterior a fost mutată la Viena pentru testare la temperaturi de -25°C.
Locomotivele au fost numite după scriitori europeni. Această tradiție de numire a locomotivelor a continuat chiar și după ce 6 locomotive au fost cumpărate de către DB Cargo România, locomotivele fiind numite după scriitori români. După privatizare, acestea au intrat sub proprietatea EWS, Eurostar UK și SNCF.
În 2000, Eurostar UK a încercat să vânda 7 locomotive (92020/21/32//40/44-46) după ce acestea au fost considerate surplus. Nimeni nu le-a cumpărat însă, deci au fost conservate la depoul Crewe Electric TMD/IEMD. Ulterior 5 bucăți au fost cumpărate de Europorte 2, alături de cele deținute de SNCF, cu un total de 16 bucăți deținute.
În 2009 s-a decis ca un număr de locomotive să fie modificate pentru a circula pe HSL1, care include dotarea locomotivelor cu semnalizare TVM. Proiectul a primit fonduri de la Comisia Europeană, iar pe 25 martie 2011 prima locomotivă modificată cu aceste sisteme a circulat între Dollands Moor și Singlewell folosind sistemul de semnalizare TVM430. Primul tren încărcat cu containere a circulat pe 27 mai 2011 iar primele trenuri săptămânale cu containere swap bodies folosind aceste locomotive au început pe 11 moiembrie 2011, între Barking, Londra și Polonia folosind HSL1 și chunnelul.
Locomotiva 92003 Beethoven este cunoscută deoarece a transportat ultimul tren care a circulat vreodată aparținând de British Rail, înainte ca procesul de privatizare să fie complet. A transportat trenul 2315 între Dollands Moor și Wembley, pe 21 noiembrie 1997.
Începând cu aprilie 2015, GB Railfreight a semnat un contract cu Serco pentru a permite locomotivelor să tracteze trenul Caledonian Sleeper între gara Londra Euston și Glasgow Central/Edinburgh Waverley. Pe 31 martie 2015 locomotiva 92018 a plecat din Euston către Scoția cu primul tren Serco Caledonian Sleeper.